# ATP5O
ATP5O (англ. ATP synthase, H+ transporting, mitochondrial F1 complex, O subunit) – білок, який кодується однойменним геном, розташованим у людей на короткому плечі 21-ї хромосоми.  Довжина поліпептидного ланцюга білка становить 213 амінокислот, а молекулярна маса — 23 277.
| 10         |  | 20         |  | 30         |  | 40         |  | 50         |
| ---------- |  | ---------- |  | ---------- |  | ---------- |  | ---------- |
| MAAPAVSGLS |  | RQVRCFSTSV |  | VRPFAKLVRP |  | PVQVYGIEGR |  | YATALYSAAS |
| KQNKLEQVEK |  | ELLRVAQILK |  | EPKVAASVLN |  | PYVKRSIKVK |  | SLNDITAKER |
| FSPLTTNLIN |  | LLAENGRLSN |  | TQGVVSAFST |  | MMSVHRGEVP |  | CTVTSASPLE |
| EATLSELKTV |  | LKSFLSQGQV |  | LKLEAKTDPS |  | ILGGMIVRIG |  | EKYVDMSVKT |
| KIQKLGRAMR |  | EIV        |  |            |  |            |  |            |

A: Аланін

C: Цистеїн

D: Аспарагінова кислота

E: Глутамінова кислота

F: Фенілаланін

G: Гліцин

H: Гістидин

I: Ізолейцин

K: Лізин

L: Лейцин

M: Метіонін

N: Аспарагін

P: Пролін

Q: Глутамін

R: Аргінін

S: Серин

T: Треонін

V: Валін

Задіяний у таких біологічних процесах як транспорт іонів, транспорт, синтез АТФ, транспорт протонів. 
Локалізований у мембрані, мітохондрії, внутрішній мембрані мітохондрії.